# Torneo de Los Cabos 2021
El Mifel Open 2021 fue un torneo de tenis perteneciente al ATP Tour 2021 en la categoría ATP Tour 250. El torneo tuvo lugar en la ciudad de Los Cabos (México), desde el 19 hasta el 25 de julio de 2021 sobre pistas rápidas.

## Distribución de puntos
| Modalidad            | Campeón | Finalista | Semifinales | Cuartos de final | 2ª ronda | 1ª ronda | Clasificados | 2ª ronda de clasificación | 1ª ronda de clasificación |
| Individual masculino | 250     | 165       | 100         | 50               | 25       | 0        | 13           | 7                         | 0                         |
| Dobles masculino     | 250     | 150       | 90          | 45               | 20       | 0        | -            | -                         | -                         |

## Cabezas de serie

### Individuales masculino
| Tenista            | Ranking | Preclasificados |
| Cameron Norrie     | 32      | 1               |
| John Isner         | 34      | 2               |
| Taylor Fritz       | 40      | 3               |
| Sam Querrey        | 68      | 4               |
| Jordan Thompson    | 71      | 5               |
| Steve Johnson      | 83      | 6               |
| Andreas Seppi      | 87      | 7               |
| Mackenzie McDonald | 103     | 8               |

- Ranking del 12 de julio de 2021.[2]

### Dobles masculino
| Tenista                           | Ranking | Preclasificados |
| Luke Bambridge Ken Skupski        | 126     | 1               |
| Jonathan Erlich Santiago González | 126     | 2               |
| Aisam-ul-Haq Qureshi Divij Sharan | 135     | 3               |
| Matthew Ebden John-Patrick Smith  | 145     | 4               |

## Campeones

### Individual masculino
Cameron Norrie venció a  Brandon Nakashima por 6-2, 6-2

### Dobles masculino
Hans Hach Verdugo /  John Isner vencieron a  Hunter Reese /  Sem Verbeek por 5-7, 6-2, [10-4]